# Paraphaenocladius penerasus
Paraphaenocladius penerasus är en tvåvingeart som först beskrevs av Edwards 1929.  Paraphaenocladius penerasus ingår i släktet Paraphaenocladius och familjen fjädermyggor. Inga underarter finns listade i Catalogue of Life.